# Lubang Ido
Lubang Ido is een bestuurslaag in het regentschap Deli Serdang van de provincie Noord-Sumatra, Indonesië. Lubang Ido telt 176 inwoners (volkstelling 2010).